# Skąpe (Sainte-Croix)
Pour les articles homonymes, voir Skąpe.
Skąpe est une localité polonaise de la gmina de Słupia Konecka, située dans le powiat de Końskie en voïvodie de Sainte-Croix.